# Resolució 1325 del Consell de Seguretat de les Nacions Unides
La Resolució 1325 del Consell de Seguretat de les Nacions Unides sobre les dones, pau i seguretat fou adoptada per unanimitat el 31 d'octubre de 2000 després de recordar les resolucions 1261 (1999), 1265 (1999), 1296 (2000), i 1314 (2000). La Resolució va reconèixer l'impacte desproporcionat i únic del conflicte armat en dones i nenes. Fa una crida a l'adopció d'una perspectiva de gènere per considerar les necessitats especials de dones i nenes durant el conflicte, la repatriació i la reinserció migratòria humana, la rehabilitació, la reintegració i reconstrucció posterior al conflicte.
La resolució 1325 va ser el primer document formal i legal del Consell de Seguretat que exigia a les parts en un conflicte evitar violacions dels drets de les dones, donar suport a la participació de les dones en les negociacions de pau i la reconstrucció després del conflicte i protegir les dones i les nenes de violència sexual i de gènere en conflicte armat. També va ser la primera resolució de les Nacions Unides que va esmentar específicament a les dones. Des d'aleshores, la resolució s'ha convertit en un marc organitzador de l'agenda de dones, pau i seguretat, que se centra en l'avenç dels components de la Resolució 1325.

## Resolució

### Observacions
Les observacions destaquen com el Consell considera que la qüestió de les dones i els conflictes armats és important per a la seguretat i la pau internacionals. Expressen la preocupació del Consell sobre els civils en els conflictes armats, especialment dones i nens, que constitueixen la majoria de les víctimes del conflicte i que són cada cop més objectiu dels grups armats. Els atacs contra civils, especialment dones i nens, tenen un impacte negatiu sobre la pau i la reconciliació.
Més específicament, les observacions:
- Reafirmar l'important paper que tenen les dones en la prevenció de conflictes, la resolució de conflictes i la consolidació de la pau.
- Destacar la importància de la participació igualitària de les dones en la pau i la seguretat i la necessitat d'una major participació de les dones en la prevenció de conflictes i la consolidació de la pau.
- Reafirmar la importància del dret internacional humanitari i la legislació internacional de drets humans en la protecció de les dones i els seus drets.
- Reconèixer la necessitat d'adoptar una perspectiva de gènere en les operacions de manteniment de la pau i la formació del personal de manteniment de la pau sobre les necessitats especials de dones i nens en conflictes i situacions humanitàries.
- Reconeix que la protecció de dones i nenes i la seva participació en processos de pau són importants per a la pau i la seguretat internacionals.

### Actes
Els elements operatius de la Resolució 1325 exhorten àmpliament als Estats membres a respondre les necessitats de dones i nenes en conflictes armats i donar suport a la seva participació en les negociacions de pau. Els components i recomanacions clau de la resolució són:
- Prevenció de la violència sexual i de gènere en conflictes armats: La Resolució 1325 exhorta a totes les parts en conflicte a prendre mesures especials per protegir les dones i les nenes de la violència en conflictes armats, en particular la violència sexual i de gènere. També demana als Estats que posin fi a la impunitat contra els crims contra la humanitat, especialment la violència sexual, i jutgin als delinqüents.
- Negociacions de pau: La resolució demana que s'inclogui una perspectiva de gènere en les negociacions de pau i que augmenti la participació de les dones en la negociació de la pau, amb especial atenció a donar suport a les iniciatives locals de pau per dones.
- Protecció de dones i nenes en entorns de refugiats : La resolució demana a les parts en conflicte que considerin les necessitats especials de les dones i nenes en el disseny i administració de campaments de refugiats.
- Desarmament, desmobilització i reintegració (DDR): També demana considerar el gènere en DDR, en particular les diferents necessitats d'excombatents.
- Participació política de les dones: La resolució demana als estats membres que incrementin la participació de les dones en tots els nivells de la presa de decisions en organismes nacionals, regionals i internacionals.
- Incorporar una perspectiva de gènere a les operacions de manteniment de la pau, considerar el gènere en missions del Consell de Seguretat i consultar amb organitzacions internacionals de dones i dones.
- Proporcionar formació per a les Nacions Unides i els estats membres sobre la protecció, els drets i les necessitats de les dones; sensibilitat de gènere; i la importància d'involucrar a les dones en les mesures de manteniment i la consolidació de la pau.
- Equilibri de gènere a les Nacions Unides: augmentar la representació de les dones com a representants especials i enviats, i en operacions sobre el terreny, especialment entre observadors militars, policies i drets humans i personal humanitari.
- Informar: la resolució demana que el Secretari General de les Nacions Unides realitzi un estudi sobre l'impacte dels conflictes armats sobre dones i nenes, el paper de la dona en la construcció de la pau, dimensions de gènere dels processos de pau i resolució de conflictes, i sobre la integració de la perspectiva de gènere en les missions de manteniment de la pau de l'ONU. També convida al Secretari General a informar les conclusions d'aquests estudis al Consell de Seguretat.

La resolució també exhorta a tots els països a que respectin plenament el dret internacional aplicable als drets i la protecció de les dones i les nenes, en particular l'obligació establerta en virtut del Conveni de Ginebra de 1949 i el seu Protocol addicional de 1977, la Convenció de 28 de juliol de 1951 relativa a l'estatut dels refugiats i el seu Protocol de 1967, el Convenció sobre l'eliminació de totes les formes de discriminació contra la dona (CEDAW) i el seu Protocol facultatiu i la Convenció sobre els drets de l'infant i el seu Protocol facultatiu per a la participació dels infants en conflictes armats i el seu Protocol facultatiu sobre la venda de nens, prostitució infantil i pornografia infantil i, finalment, tenir en compte les disposicions de l'Estatut de Roma de la Cort Penal Internacional.

## Història
La resolució es va aprovar per unanimitat l'octubre de 2000 després d'una àmplia tasca de l'ONG Grup de Treball sobre dones, pau i seguretat (ONG WG) i el Fons de Desenvolupament de les Nacions Unides per a la Dona (UNIFEM, succeït actualment per ONU Dones. Netumbo Nandi-Ndaitwah, llavors Ministre d'Afers de la Dona a Namíbia, va iniciar la resolució quan el seu país va prendre el seu càrrec de presidir el Consell de Seguretat. L'ambaixador Anwarul Chowdhury, representant de Bangladesh al Consell, també va fer contribucions significatives mitjançant l'ús del paper de Bangladesh com a president del Consell per cridar l'atenció sobre les contribucions de les dones a la pau i la seguretat. Chowdhury s'ha mantingut com a vocal i activista que advoca per a la plena implementació de la Resolució 1325. L'ONG Grup de Treball va tenir un paper fonamental en la presa de decisions del Consell per celebrar sessions obertes sobre dones, pau i seguretat, consultant amb els membres del Consell sobre la resolució i proporcionant-los la informació pertinent.
La Plataforma d'Acció de Beijing de 1995 contenia un capítol sencer dedicat a la dona, la pau i la seguretat. Durant la dècada de 1990, la comunitat de les organitzacions no governamentals estava cada vegada més preocupada pels impactes negatius de la guerra contra les dones, especialment la violència sexual generalitzada que es veia en les guerres civils a Bòsnia, Àfrica Occidental i Ruanda. Els activistes també eren molestos perquè les dones s'enfrontaven a barreres significatives per entrar en converses de pau i pels impactes negatius que van experimentar les dones després del conflicte. El cinquè aniversari de la Conferència de Beijing (Beijing + 5) va proporcionar un impuls crític pel progrés en les dones, la pau i els problemes de seguretat a l'ONU.
La història i l'aprovació de la resolució destaquen pel nivell d'implicació de les ONG i la societat civil, que van ajudar a redactar la resolució. El debat de dos dies sobre la resolució també va ser la primera vegada que el Consell va dedicar una discussió a les dones.

## Implementació

### Nacions Unides
Els dos components principals de la Resolució 1325 són abordar la violència sexual en conflictes armats i augmentar la participació de les dones en els processos de pau i les institucions polítiques. Dins de les Nacions Unides, la resolució ha donat lloc a una major atenció a la integració de gènere o avaluar els diferents impactes d'una política per a dones i homes. Els principals programes que implementen la resolució són ONU Dones i el Departament d'Operacions de Manteniment de la Pau, tot i que molts altres programes també ho apliquen al seu treball.

#### Quatre pilars d'implementació
El 2009, la Resolució 1889 va demanar al Secretari General que desenvolupés un conjunt d'indicadors per fer un seguiment de la implementació de la Resolució 1325. Els indicadors s'utilitzaven per a la programació de les Nacions Unides, però també han estat adoptats pels estats membres i ONG. Els indicadors desenvolupats són els quatre pilars de prevenció, protecció, participació i alleugeriment i recuperació.
- Prevenció se centra en la prevenció de la violència sexual i de gènere, així com la consciència de gènere en els sistemes de prevenció de conflictes i alerta inicial. Això inclou la prevenció de l'explotació sexual i abús per part de les forces de manteniment de la pau.
- Protecció implica millorar la seguretat de les dones i les nenes, la salut física i mental, seguretat econòmica i el benestar general. També se centra en la millora dels drets de les dones i les nenes i les seves proteccions legals.
- Participació es refereix a promoure la participació de les dones en els processos de pau, augmentar el nombre de dones en tots els nivells d'institucions de decisió i augmentar les associacions amb organitzacions de dones locals. La participació també inclou l'augment de la participació de les dones a les Nacions Unides en càrrecs superiors, com a representants especials i en missions i operacions de manteniment de la pau.
- Els esforços d'alleugeriment i recuperació han de garantir la distribució equitativa de les ajudes a dones i nenes i incorporar les perspectives de gènere en esforços de socors i recuperació.

Els indicadors específics inclouen números de seguiment relacionats amb els resultats, com ara el nombre de dones en negociacions de pau, el nombre de manuals militars que inclouen mesures sobre la protecció de les dones o la quantitat de casos investigats sobre la violència contra la dona.

### Plans d'Acció Nacional
Dos anys després de la posada en marxa de la Resolució 1325, el Consell de Seguretat va començar a encoratjar el desenvolupament dels Plans d'Acció Nacional (PNA) com una eina que els estats membres podrien utilitzar per detallar els passos que es duran a terme per complir els objectius de la resolució. Pel setembre de 2016 63 països Arxivat 2017-07-03 a Wayback Machine. han adoptat aquests plans. Els PNA aborden polítiques, socials i polítiques de seguretat humana i sovint requereixen una coordinació interinstitucional. Molts donants a països dels PNA tendeixen a ser enfocats externament, esbossant i documentant els seus compromisos per promoure els principis de la Resolució 1325 en els països d'enfocament; els països en desenvolupament i els països afectats per conflicte solen utilitzar els PNA per donar suport a la participació interna de les dones en la política i els processos de pau, així com esbossar els compromisos interns en matèria de protecció contra la violència sexual i de gènere. Actualment, Europa (27) i Àfrica (19) són les regions amb major nombre de plans d'acció nacionals. Tot i que el nombre de països amb PNA augmentava ràpidament en la primera etapa del 10è (2010) i 15è (2015) aniversaris de la Resolució 1325, només el 32% dels estats membres de l'ONU han implementat el PNA. Una bretxa important es troba en els països que aporten contingents i els països que aporten la policia (PCC) a les missions de manteniment de la pau: els quatre països que ofereixen policia, militars i tropes encara no tenen plans d'acció nacionals.

#### Reptes a la implementació
Per tal de responsabilitzar els executius, Els PNA de la Resolució 1325 haurien d'incloure un marc de seguiment i avaluació que descrigui indicadors de progrés específics i assigni funcions i responsabilitats clares per a la monitorització i la presentació d'activitats. A més, alguns PNA tenen finançament real assignat per al desenvolupament o la implementació: una enquesta de NAPs del 2014 va revelar que el finançament era més freqüent abordar la violència sexual i de gènere i augmentar la participació de les dones en els processos de pau, mentre que la bretxa de finançament més freqüent era la reforma del sector de la seguretat i accés a la justícia.

#### Plans d'acció locals i plans d'acció regionals
Els plans d'acció locals (PAL) són una forma d'operar la resolució a nivell local i comunitari. Països com Sèrbia, Sierra Leone i Filipines han implementat mecanismes locals per implementar la resolució i els PNA. Diverses organitzacions regionals han adoptat els plans d'acció regionals (PRA), inclosa la Unió Europea, OTAN, Comunitat Econòmica dels Estats de l'Àfrica Occidental (ECOWAS) i el Fòrum de les Illes del Pacífic. Els RAP coordinen les prioritats regionals sobre la dona, la pau i la seguretat i ajuden a prioritzar i dirigir la programació i el finançament de les organitzacions regionals sobre el tema. L'OTAN ha utilitzat la Resolució 1325 per augmentar els nivells de dones en l'exèrcit i ha influït en set estats membres de l'OTAN per augmentar la participació de les dones en l'exèrcit com a objectiu en l'aplicació de la resolució.

### Organitzacions no governamentals
Les ONG tenen un paper important en l'aplicació de la Resolució 1325. Les ONG han fet pressió als seus governs nacionals per desenvolupar plans d'acció nacionals i molts PNA tenen un organisme de control d'ONG per responsabilitzar als governs dels seus compromisos. Les organitzacions no governamentals de base, especialment les organitzacions de dones, també utilitzen la Resolució 1325 en països afectats per conflictes per pressionar als seus governs perquè compleixin la resolució sobre la inclusió de dones en negociacions de conflictes o la celebració de missions de manteniment de la pau responsables d'abús i explotació sexuals. Les organitzacions no governamentals internacionals establertes tenen un paper important en la difusió d'informació sobre la resolució a les organitzacions de base i la capacitació dels actors locals sobre la resolució i la seva utilització.

## Impacte

### Reconeixement i abast
La resolució 1325 s'utilitza a tot el món com una eina política per implementar polítiques relacionades amb els conflictes relacionats amb el gènere. També s'utilitza com a marc organitzador per als actors fora de les Nacions Unides, com ara estats, ONG i investigadors, de manera que no s'ha utilitzat cap altra resolució del Consell de Seguretat. Per exemple, és l'única resolució que celebra el seu aniversari amb informes, conferències i sessions especials del Consell de Seguretat, així com l'única resolució amb ONGs dedicades a la seva implementació. Des de l'any 2000, les dones, la pau i la seguretat s'han convertit en un tema important en la política internacional, indubtablement alimentat per l'aprovació de la resolució i la promoció subsegüent per a la seva implementació, així com una major atenció a la violència sexual en conflictes armats. Una altra fita important va ser el Premi Nobel de la Pau de 2011, concedit a Ellen Johnson Sirleaf, Leymah Gbowee i Tawakkol Karman "per la seva lluita no-violenta per la seguretat de les dones i pels drets de les dones a la plena participació en la construcció de la pau". A mesura que el tema de les dones i la guerra es va fer més prominent, més organismes polítics es van dedicar a la resolució i la van recolzar.
Dins de l'ONU, la resolució precipitava una major atenció a la qüestió de les dones i el conflicte. Abans de la Resolució 1325, el Consell de Seguretat rarament considerava que les dones s'apartessin de la referència transitòria ocasional a dones i nens com a col·lectius vulnerables en conflictes que necessitaven protecció. Des de la seva aprovació, el Consell de Seguretat ha aprovat sis resolucions més relacionades amb el tema de les dones i els conflictes armats. A més, hi ha hagut un canvi significatiu en la retòrica, amb més i més agències de les Nacions Unides, representants i estats membres que discuteixen com la desigualtat de gènere afecta la pau i la seguretat. No obstant això, s'ha suggerit que aquests canvis han estat limitats, amb només 33 de 225 resolucions del Consell de Seguretat transcorregudes en els tres anys posteriors al pas de la Resolució 1325 que mencionen les paraules "gènere" o "dones".

### Resultats
Les avaluacions de la Resolució 1325 inclouen informes anuals del Secretari General en els anys 2013 i 2014 i una revisió als deu anys de la implementació de la Resolució 1325 realitzada pel Departament d'Operacions de Manteniment de la Pau que examina dotze missions de manteniment de la pau de l'ONU i informa els resultats a través dels components de la resolució. Els resultats inclouen:
- La participació política de les dones ha tingut resultats en gran manera positius, ja que els països amfitrions veuen taxes més altes de votants i polítics femenins, així com un augment de les disposicions legals per donar suport a la igualtat de gènere.
- Continua havent nivells baixos de dones en negociacions de pau, les dones compten amb menys del 10% d'aquells que estan formalment implicats en totes les missions.
  - La recerca acadèmica va trobar que les dones eren molt més propenses a ser esmentades en els processos de pau i acords després de la Resolució 1325.[17]
  - La majoria dels processos de pau recolzats per l'ONU durant el període 2011-2013 van celebrar consultes periòdiques amb organitzacions de dones i, en 2012 i 2013, tots els equips de suport de l'ONU van incloure dones.[7]
- Les institucions del sector de seguretat van tenir augments limitats en el personal uniformat femení, tot i l'augment del nombre de dones uniformades en les missions de manteniment de la pau.
- Les missions d'operacions de manteniment de la pau tenen assessors de gènere, des de 2014 nou de les setze missions tenen assessors de gènere.[18]
- Hi ha resultats mixtos en la transversalització de la perspectiva de gènere en DDR; algunes missions van augmentar el nombre de dones desmobilitzades, però aquests augments van ser dispars entre missions i la reintegració continua sent un desafiament.
- La violència sexual i de gènere continua sent àmpliament difosa per als qui la comprometen, malgrat els increments de la formació i la legislació.
  - Continuen augmentant els informes d'abús i explotació sexual per part de les forces de manteniment de la pau, tot i augmentar l'atenció a aquest problema dins de l'ONU.[7]
  - A més, les dones de les missions de pau i activistes són regularment víctimes de la violència i falta de protecció.[19]
- Les missions van fer un major esforç per protegir les dones entre els refugiats i les persones amb desplaçaments interns mitjançant un augment de les patrulles i escortes, però els recursos per a aquestes proteccions eren limitats.

L'informe del Secretari General del 2014 sobre l'aplicació de la Resolució 1325 va revelar que, tot i que el gènere sembla estar cada cop més integrat a les operacions de les Nacions Unides, continuen existint desafiaments en la implementació plena de la resolució a nivell operatiu. Dins de l'ONU, les dones, la pau i la seguretat formen part de la retòrica sobre la pau i la seguretat: les resolucions del Consell de Seguretat esmenten cada vegada més el gènere, els informes de les missions de l'ONU freqüentment mencionen les dones, la pau i la seguretat, i hi ha un major informe sobre aquests temes en els òrgans de les Nacions Unides. No obstant això, continuen havent-hi informes generals d'abús i explotació sexual per part de les operacions de manteniment de la pau, tot i una major atenció al problema dins de l'ONU.
En honor del 15è aniversari de la resolució de 2015, les Nacions Unides van celebrar una Examen d'alt nivell de la Resolució 1325 "per avaluar el progrés i accelerar l'acció" al Debat Obert sobre la Dona, la Pau i la Seguretat del Consell de Seguretat el 13 d'octubre de 2015. Després del debat, l'ONU Dones va publicar Prevenir conflictes, transformar la justícia, garantir la pau: un estudi global sobre l'aplicació de la resolució 1325 del Consell de Seguretat de les Nacions Unides. L'informe abasta els avenços i els reptes, i fa recomanacions per avançar els objectius de la resolució en els sectors socials.
A l'abril de 2016, l'ONU Dones i la Iniciativa Inclusiva per a la Pau i la Transició, liderades per l'experta en procés de pau Thania Paffenholz, van emetre un informe inicialment preparat com a aportació per a l'examen d'alt nivell, avaluant la inclusió i influència de les dones en les negociacions de pau.

## Crítiques

### Essencialisme de gènere
Algunes feminitzacions critiquen la Resolució 1325 per confiar en les representacions essencialistes de les dones, convertint les dones en víctimes perpetues i ignorant l'agència de dones per provocar la violència i la pau. Per exemple, els informes de violència contra civils tendeixen a emfatitzar "dones i nens" com a víctimes per il·lustrar la brutalitat natural de la violència. Per contra, aquest enquadrament també implica que els homes no són víctimes, malgrat les víctimes masculines de violència sexual o la violència de gènere de matar homes perquè són homes.
L'essencialisme de gènere també suposa que les dones són innatament pacífiques, generalment per la seva experiència com a mares, que és una de les raons principals que la gent sol argumentar per incloure dones en processos de pau. Un altre argument fonamentalista de gènere que se cita amb freqüència és que les dones són constructores naturals de coalició i que tenen més possibilitats de treballar amb membres d'altres grups. La resolució 1325 incorpora aquests supòsits i són freqüentment citats en els Informes del Secretari General, els moviments de defensa i els plans d'acció nacionals. El resultat és que sovint les dones senten la necessitat d'ajustar-se a determinats estereotips i que les dones que no encaixen amb aquests ideals estan marginades en política i policia.

### Atenció exclusiva a les dones
Una crítica relacionada amb l'essencialisme de gènere és que, si es concentra exclusivament en dones, el paper dels homes es passa per alt. Segons aquesta línia de crítica, els valors i les actituds entre homes i dones són més importants que el sexe biològic per la violència i la pau. Tant homes com dones que tenen valors feministes i, per tant, són positius per a la igualtat de gènere, tendeixen a ser menys guerrers i intolerants. Atès que el sexe no és igual al sexe biològic, és més rellevant centrar-se en masculinitat i feminitat. Per exemple, un estudi sobre els activistes polítics a Tailàndia va trobar que els homes que s'identifiquen amb ideals de masculinitat posen èmfasi en la superioritat masculina sobre les dones i la necessitat que els homes de veritat siguin ferotges i durs són més propensos a participar en la violència política.

### Integració de gènere
La resolució 1325 dona suport a la transversalització de gènere, o la incorporació d'una perspectiva de gènere en totes les polítiques i programes, missions de manteniment de la pau i altres programes de les Nacions Unides relacionats amb la pau i la seguretat. Els crítics argumenten que altres parts de les resolucions, com ara tenir un assessor sènior de gènere, condueixen a la segregació dels drets de les dones de tots els altres problemes de pau i seguretat, i els problemes de les dones es deixen de banda en un "gueto de gènere" i romanen fora del corrent principal. Al limitar les qüestions de les dones als assessors o oficines de gènere, les institucions de seguretat continuen veient els temes de gènere com a tema de nínxol i les institucions segueixen sent els sistemes dominats pels homes. Alemanya inicialment no va implementar un Pla d'Acció Nacional de 1325 per aquest motiu, argumentant que havia incorporat les inquietuds de gènere en les seves agències i polítiques governamentals, tot i que posteriorment la va implementar en 2012.

### Impactes
Malgrat l'atenció a l'aplicació de la Resolució 1325 i al desenvolupament d'indicadors, hi ha poca evidència d'impactes en els països afectats per conflictes. Les avaluacions pròpies de l'ONU només presenten avenços limitats en algunes àrees, sobretot la participació política de les dones. A més, la resolució depèn de molts supòsits no provats, com ara el potencial que la participació de les dones té un efecte transformador sobre la pau i la seguretat. No obstant això, les iniciatives recents han posat èmfasi en la necessitat de seguir més les dades dels resultats, inclòs el pròxim Examen d'alt nivell de la resolució, que probablement proporcionarà una anàlisi més profunda de la seva implementació i els seus efectes.

## Grups relacionats
L'ONG Grup de Treball sobre Dones, Pau i Seguretat és una coalició de divuit ONG, que defensen col·lectivament la participació igual i plena de dones en tots els esforços per crear i mantenir la pau i la seguretat internacionals. Fou format el 2000 per demanar una resolució del Consell de Seguretat sobre dones, pau i seguretat, els membres originals van ser:
- Lliga Internacional de Dones per la Pau i la Llibertat (WILPF)
- Amnistia Internacional (AI)
- Alerta internacional (IA)
- Comissió de Dones i Nens Refugiats (WCRWC)
- Crida de la Haia per la Pau (HAP)

L'ONG Grup de Treball se centra ara en l'aplicació de totes les resolucions del Consell de Seguretat que tracten sobre les dones, la pau i la seguretat. El grup encara està actiu, produint un punt d'acció mensual sobre les dones, la pau i els problemes de seguretat que afecten els països en l'agenda del Consell.
PeaceWomen, un dels membres fundadors de l'ONG Grup de Treball, és un projecte patrocinat per la LWILPF per promoure la implementació de la Resolució 1325, a través d'un nucli centralitzat d'informació sobre la informació relacionada amb la dona. pau i seguretat.
Amics de la 1325 és un grup informal o ad hoc d'estats membres de l'ONU que es va formar per defensar la implementació de la Resolució 1325; està organitzat per Canadà.

## Resolucions relacionades
La resolució 1325 està relacionada amb diverses resolucions relacionades amb el tema de la dona, la pau i la seguretat, aprovades des de l'any 2000. Aquestes inclouen:
- Resolució 1820 (2008), que condemna la violència sexual com a arma de guerra i declara la violació i altres formes de violència sexual com a crim de guerra.
- Resolució 1888 (2009), que estableix que les missions de manteniment de la pau han d'impedir i respondre a la violència sexual i que van conduir a la creació del representant especial sobre la violència sexual en conflictes armats.
- Resolució 1889 (2009) sobre l'augment de la participació de les dones en els processos de pau. Això demana al Secretari General que desenvolupi indicadors per fer un seguiment de la implementació de 1325, i estableix que els Assessors de Protecció de les Dones es despleguin amb missions de manteniment de la pau.
- Resolució 1960 (2010) se centra en posar fi a la impunitat de la violència sexual en un conflicte armat demanant al Secretari General que "nomeni i avergonyeixi" grups armats que cometen violència sexual i sancioni determinar la violència sexual relacionada amb el conflicte.
- Resolució 2106 (2013)[34] tracta la impunitat de la violència sexual en conflictes armats i operar les resolucions passades. També reconeix que la violència sexual en conflicte també pot afectar homes i nens, així com el trauma de tota la comunitat que la violència sexual pot infligir.
- Resolució 2122 (2013)[35] reafirma el compromís del Consell de lluitar contra la violència sexual en conflictes armats i la plena aplicació de la resolució 1325 i altres resolucions sobre dones, pau i seguretat.